# Liubov Hakkebush
Liubov Mijailivna Hakkebush (en ucraniano: Любов Михайлівна Гаккебуш; Nemíriv, 14 de septiembre de 1888 - Kiev, 28 de mayo de 1947) fue una actriz de teatro, profesora y traductora ucraniana, nombrada Artista Popular de la RSS de Ucrania (1943). Apareció en más de 80 papeles principales y secundarios, incluidos los más conocidos de Lady Macbeth en Macbeth de William Shakespeare y Fru Alving en Fantasmas de Ibsen. 

## Biografía
Liubov Hakkebush nació el 26 de septiembre de 1888 en Nemíriv, Imperio ruso. Estudió en el Teatro Kamerny de Moscú y apareció en producciones de aficionados representadas por el club ucraniano Kobzar de Moscú.
Hakkebush debutó en 1917 en el escenario del Teatro Popular Ucraniano de Kiev en el papel de Miss (Otoño de Oleksandr Oles).En 1919-1921, actuó en el Primer Teatro Shevchenko de la República Soviética de Ucrania en Kiev y en 1921-1922 en el Teatro dramático nacional académico de Kiev en Vínnitsia. 
Hakkebush trabajó en el Teatro académico Les Kurbas de Leópolis de 1922 a 1926. En 1926, junto con su marido Vasil Vasilko Hakkebush se trasladó a Odesa. De 1926 a 1928, trabajó en el Teatro Dramático Ucraniano de Odesa.  En 1928, Hakkebush y Vasilko se trasladaron a Járkov, donde el marido de Hakkebush se convirtió en director artístico del teatro dramático ucraniano de Chervonozavodsk. Hakkebush trabajó en el teatro dramático ucraniano de Chervonozavodsk hasta 1933. En 1933-1935 Hakkebush trabajó en el teatro dramático y musical nacional académico de Donetsk y, a partir de 1935, en el Teatro dramático nacional de Járkov que lleva el nombre de Tarás Shevchenko. En 1938-1941 Hakkebush trabajó en el Teatro de Odesa que lleva el nombre de la Revolución de Octubre.
Durante la Segunda Guerra Mundial se unió a la compañía del Teatro dramático nacional de Járkov en la evacuación (1941-1944). En 1943 recibió el título de Artista Popular de la RSS de Ucrania.Además de actuar, Hakkebush impartió clases de interpretación en teatros, en los institutos de música y arte dramático de Instituto de Música y Arte Dramático Lísenko de Kiev (1922-1926), Odesa (1926-1928) y Járkov (1929-33), y en la Universidad Nacional de Teatro, Cine y TV de Kiev (1944-1947).
Después de 1944, Hakkebush se instaló en Kiev y se dedicó a la traducción. Es autora de traducciones al ucraniano de Moliere, El burgués de Máximo Gorki, Konstantín Treniov, Alexander Afinogenov y Boris Romashov. 
Hakkebush acogió en su apartamento de Kiev al artista Iván Kavaleridze después de que el estudio cinematográfico le desalojara de su apartamento de oficinas acusándole de su estancia bajo la ocupación alemana. Liubov Hakkebush falleció el 28 de mayo de 1947 en Kiev.

## Obra
Interpretó más de 80 papeles principales y secundarios en obras de, entre otros, Henrik Ibsen, Carlo Goldoni, Molière y William Shakespeare. Sus interpretaciones de Lady Macbeth en Macbeth de William Shakespeare se hicieron muy conocidas.

## Homenajes y legado
En 1970, se instaló una placa conmemorativa de granito en la fachada de la casa donde Liubov Hakkebush vivió entre 1938 y 1947 en la calle Velika Zhitomiska 17 de Kiev.